# Cimetière confucéen d'Ōtsuka
Le Cimetière confucéen d'Ōtsuka (大塚先儒墓所, Ōtsuka senju bosho) est un cimetière japonais situé dans le quartier d'Ōtsuka de l'arrondissement Bunkyō de Tokyo. Il est constitué de tombes de lettrés confucéens de l'époque d'Edo. Il est classé comme site historique national en 1921.